# George Ovashvili
George Ovashvili (en géorgien : გიორგი ოვაშვილი et phonétiquement en français : Georges Ovachvili), né le 14 novembre 1963  à Mtskheta (Géorgie, à l'époque en URSS), est un réalisateur, producteur, scénariste et acteur géorgien.

## Biographie
Diplômé de la Faculté de cinéma et de télévision de l'Université d'État de théâtre et de cinéma Chota Roustavéli de Tbilissi (1996), il étudie aussi à la New York Film Academy des Studios Universal, à Hollywood (2006). Il a réalisé deux courts métrages (Wagonette, 1997, et Zgvis donidan, 2005) avant de réaliser son premier long métrage: L'autre rive (2009).
La Terre éphémère, sorti en 2014, est sélectionné pour représenter la Géorgie à l'Oscar du meilleur film en langue étrangère aux Oscars du cinéma 2015. Le film est récompensé par le Globe de cristal du Festival de Karlovy Vary en 2014.
En 2015 il fait partie du jury international du 37e Festival international du film du Caire. 

## Filmographie
- 1997 : Wagonette (court métrage)
- 2005 : Zgvis donidan (court métrage)
- 2009 : L'Autre Rive (Gagma napiri)
- 2014 : La Terre éphémère (სიმინდის კუნძული, Simindis kundzuli)
- 2017 : Khibula (ხიბულა)

## Récompenses

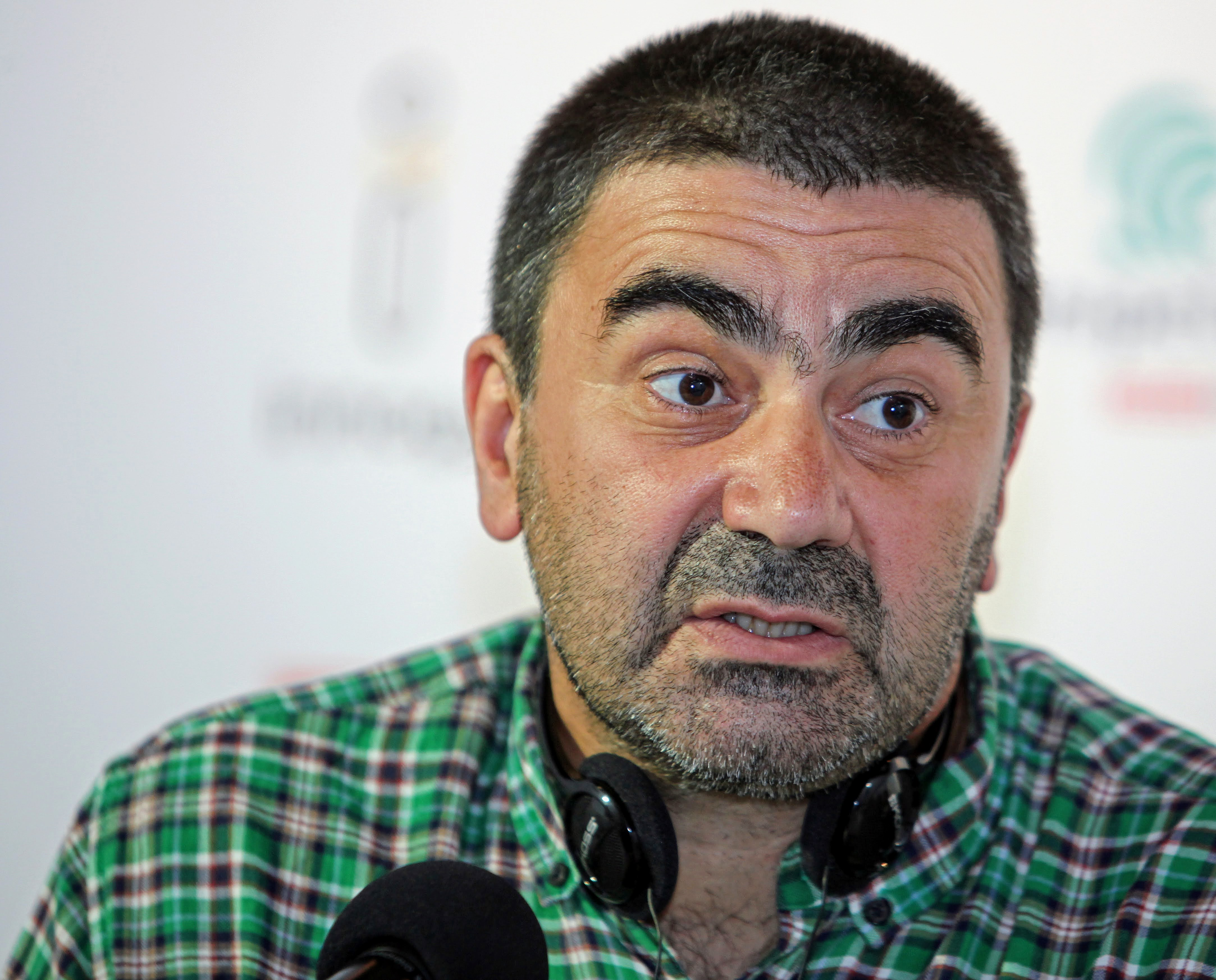
George Ovashvili en 2017

- Regard d'or au Festival international de films de Fribourg en 2010 avec le film L'Autre Rive.